# Les Baigneuses (Renoir)
Pour le tableau de Courbet, voir Les Baigneuses.
Pour les articles homonymes, voir Les Baigneuses (homonymie).
Les Baigneuses est une peinture à l'huile sur toile d'Auguste Renoir.

## Histoire du tableau
Cette peinture est réalisée entre 1918 et 1919, : c'est une des dernières peintures réalisées par le peintre, même si ce thème avait donné d'autres tableaux précédemment. C'est le testament pictural de Renoir en quelque sorte, où il met en exergue son amour de la vie, du corps des femmes et de la nature,.
Andrée Heuschling, qui deviendra en 1921 l'épouse de Jean Renoir, fils du peintre Auguste Renoir, est le modèle unique des deux baigneuses au premier plan,,
Donnée à l'État français par ses trois fils en 1923, l'œuvre est désormais conservée au musée d'Orsay, depuis 1986 (date d'ouverture de ce lieu parisien dédié notamment aux peintures impressionnistes et postimpressionnistes).
Il ne faut pas confondre cette œuvre avec d'autres tableaux sur un thème similaire du même peintre, notamment : Les grandes Baigneuses (1884-1887),  Baigneuse (1918), Baigneuses (1916) et Les Baigneuses (1918). Ces autres tableaux de Renoir sont détenus respectivement par le Philadelphia Museum of Art  (les deux premiers) et la Fondation Barnes (les deux autres).

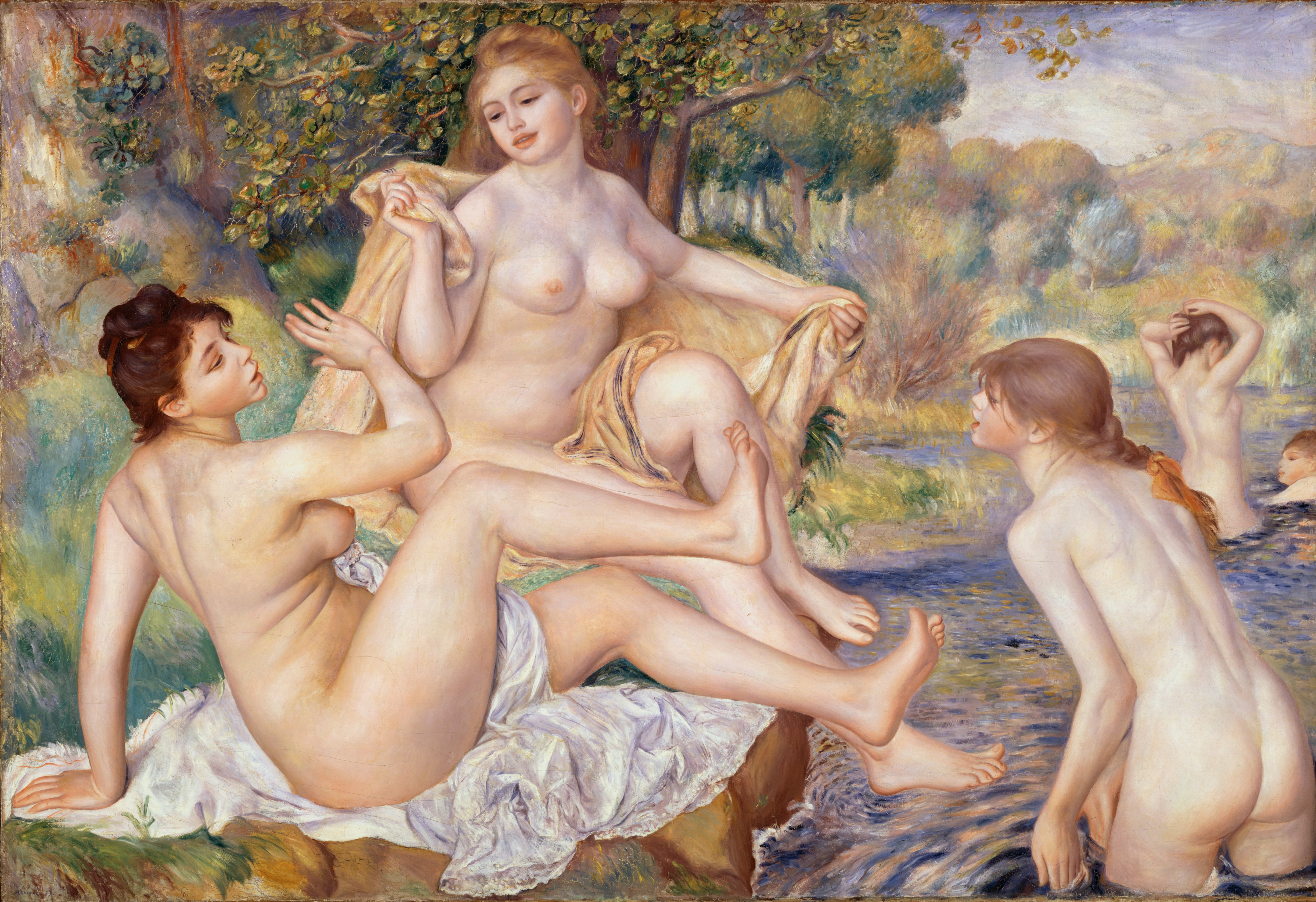
Les Grandes Baigneuses (1884-1889)
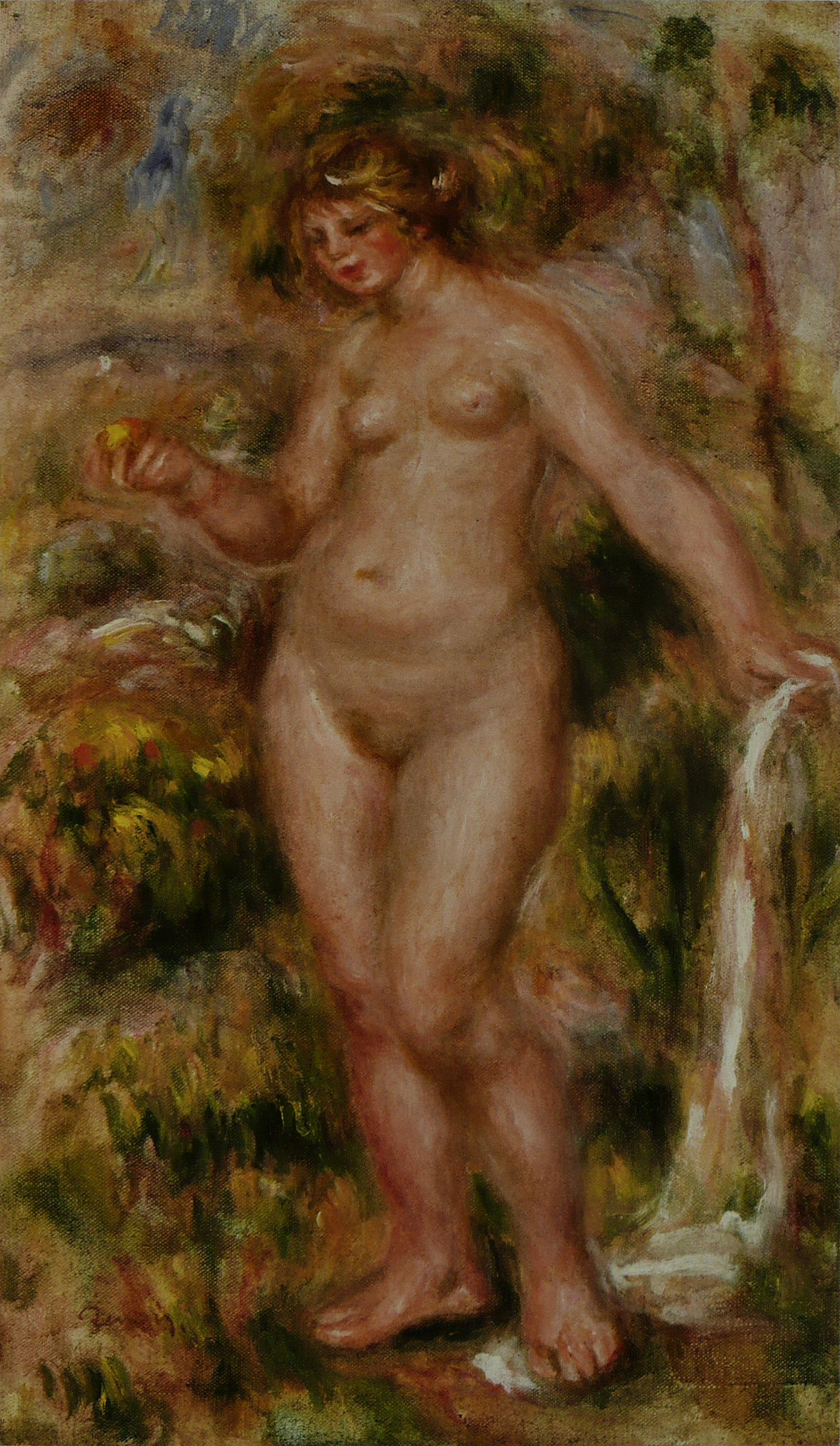
Baigneuse (1918)
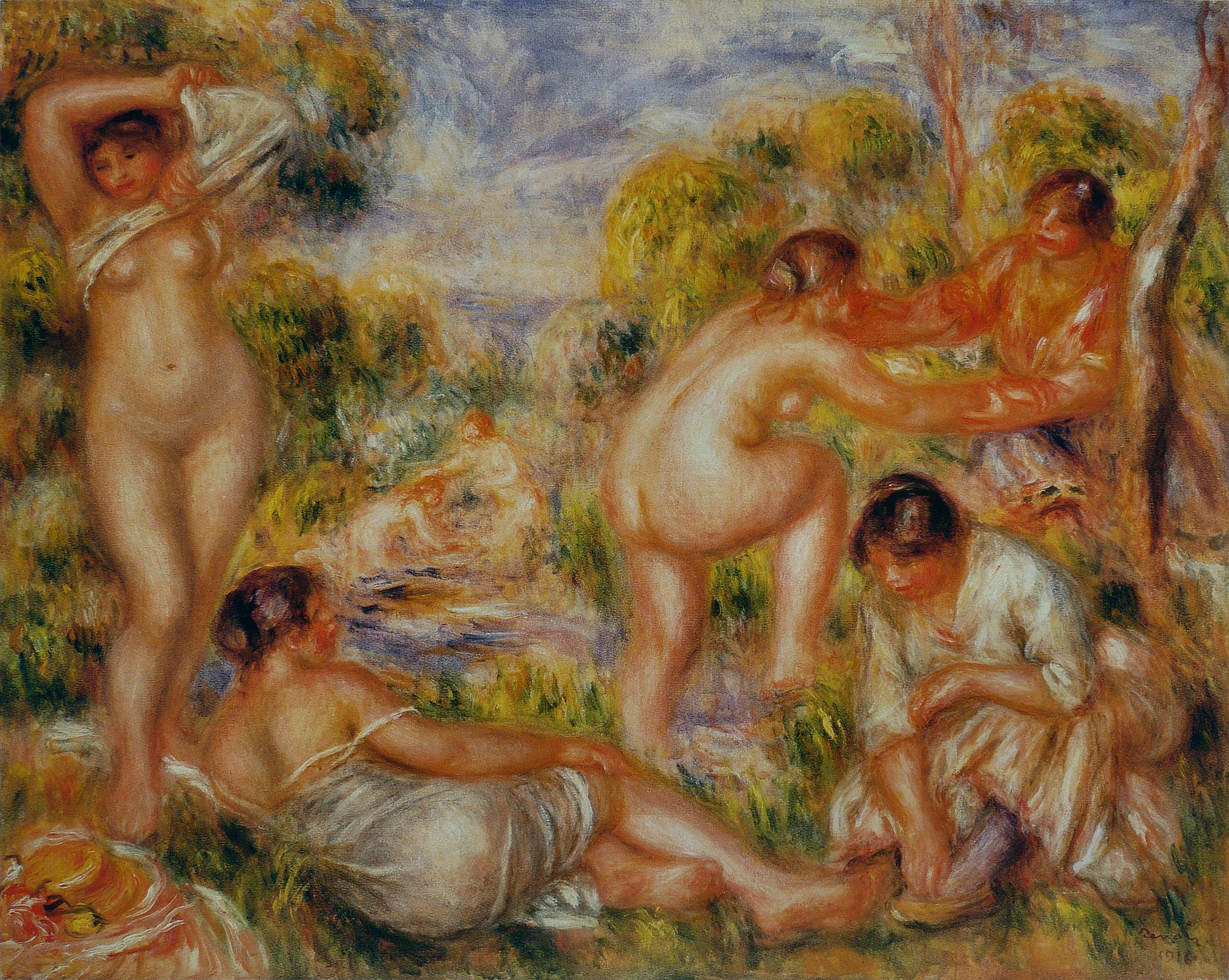
Baigneuses (1916)
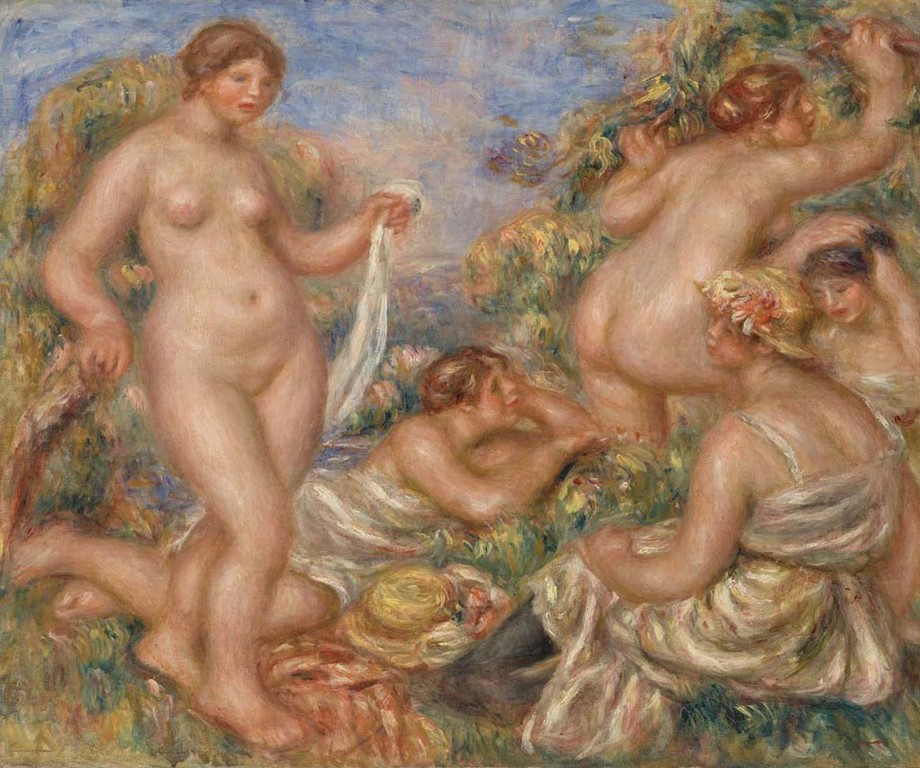
Les Baigneuses (1918)